# Henri de Sponde
Pour son frère, le poète, voir Jean de Sponde.
Henri de Sponde ou Henricus Spondanus est un ecclésiastique, juriste et historien français, continuateur de Caesar Baronius, né le 6 janvier 1568 à Mauléon dans l'actuel département des Pyrénées-Atlantiques, et mort à Toulouse le 18 mai 1643. Évêque de Pamiers, il est le frère du poète Jean de Sponde.

## Biographie

### Éducation
Henri de Sponde nait au milieu des troubles qui opposent catholiques et protestants. Sa famille, proche de la cour de Navarre — son père Inigo de Sponde est le secrétaire et le conseiller de la reine Jeanne d'Albret — est passée à la Réforme. Il est le filleul du roi Henri III de Navarre (futur Henri IV de France), ce qui lui permet plus tard d'être recommandé auprès des plus grands. Durant ses études au collège calviniste d'Orthez, il apprend le grec, l'hébreu et la théologie. Il termine ses études à Genève, et il accompagne en 1587 l'ambassadeur royal Guillaume du Bartas en Écosse et en Angleterre. Ce dernier est en effet envoyé en mission par le roi de Navarre auprès de Jacques VI Stuart à Édimbourg et de la reine Élisabeth à Londres. Henri de Sponde n'a pas 20 ans, et pourtant il se fait remarquer par sa faculté à apprendre la langue du pays et sa maîtrise du latin. À son retour, il aborde l'étude de la jurisprudence à Tours. En 1589, il est juriste au parlement de Tours, puis maître des requêtes et conseiller du roi de Navarre (son parrain).

### La conversion au catholicisme

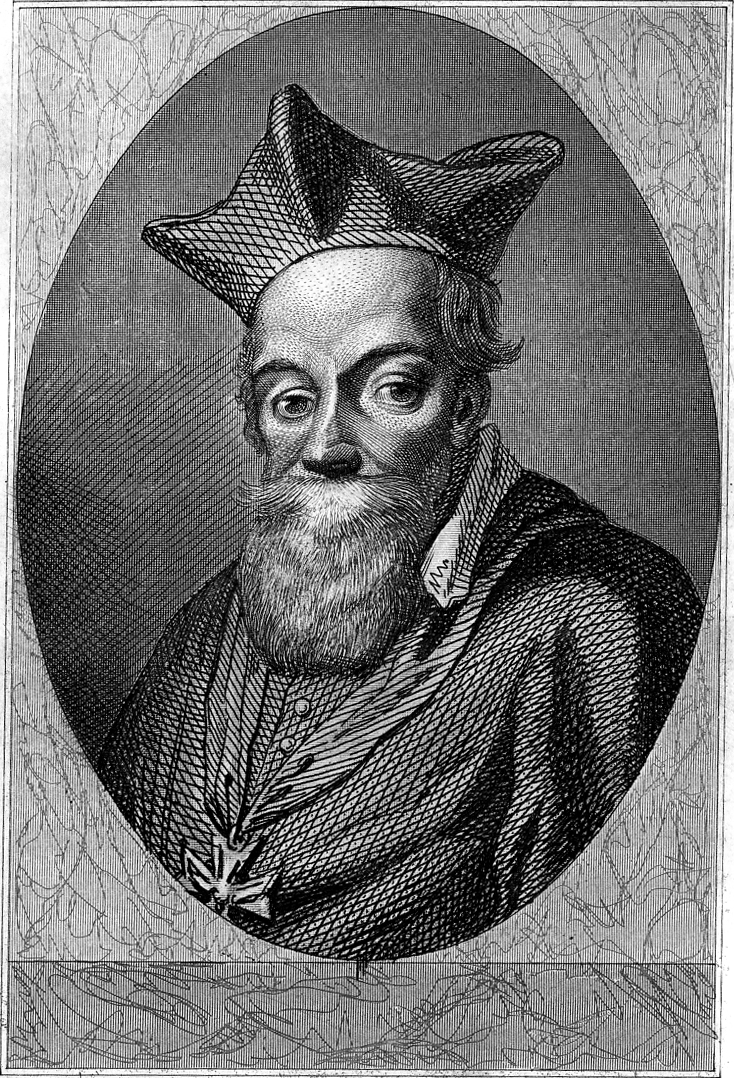
Jacques du Perron.

En 1593, Henri IV, roi de France, se convertit au catholicisme. Jean de Sponde, frère d'Henri et conseiller du roi, fait de même.
Henri de Sponde se laisse convaincre par les écrits du futur cardinal Robert Bellarmin, et surtout par les instructions de Jacques Du Perron, calviniste converti alors évêque d'Évreux. Il finit par abjurer le 21 septembre 1595, six mois après le décès de son frère Jean. Il se destine alors à l'état ecclésiastique.

### Le successeur de Baronius

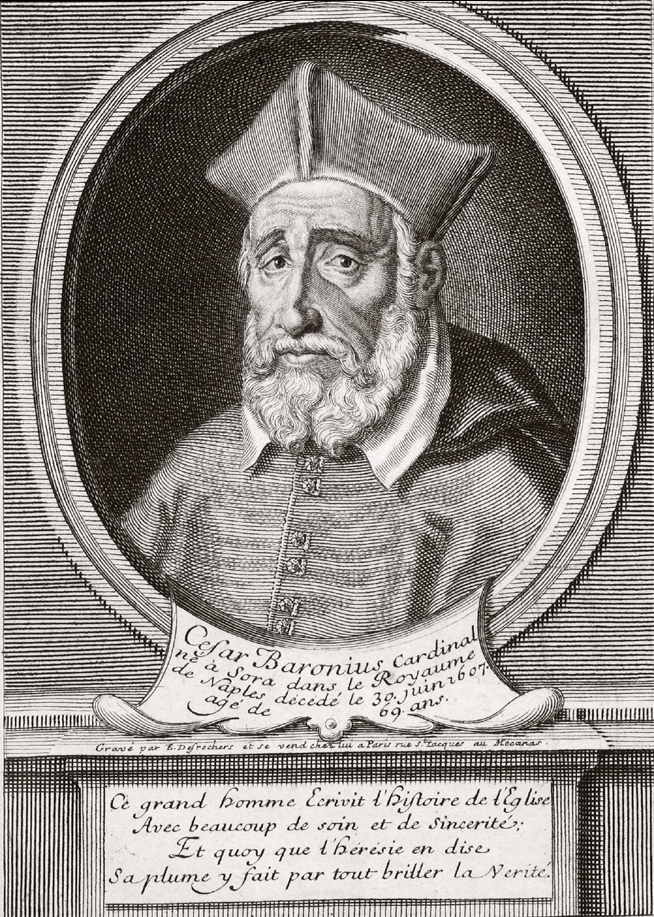
César Baronius

En 1600, grâce à l'appui de Du Perron, il accompagne l'archevêque de Bordeaux François de Sourdis à Rome, où ce dernier doit recevoir le chapeau de cardinal. Henri de Sponde demeure à Rome, où il est ordonné prêtre le 7 mars 1606. En 1615, le pape Paul V le nomme réviseur des mémoires de la Pœnitentiaria.

### La reprise d'un évêché aux abois
En 1626, malgré ses réticences, il est fait évêque de Pamiers. Il ne peut s'installer à son évêché que l'année suivante. Et encore, il ne peut dire la messe que dans un bâtiment de fortune. La ville épiscopale est en effet ravagée par soixante années de guerres intestines, où se sont affrontés protestants et catholiques. L'administration de la ville est d'ailleurs dévolue aux protestants.
Travaillant alors à la préservation du catholicisme dans cette contrée, Henri de Sponde se met à visiter son diocèse à cheval ou à pied, parcourant les montagnes où les habitants n'avaient jamais aperçu leur évêque. Il réorganise la vie religieuse dans le haut pays et convertit de nombreux protestants. Il stimule l'entretien des édifices religieux isolés et encourage les décorations intérieures tout en veillant à rester en conformité avec les décrets du concile de Trente qui interdisent les représentations impures ou provocantes.
Entre 1625 et 1630, il tente d'implanter un couvent de Minimes à Tarascon-sur-Ariège, mais échoue faute de moyens.

### La fin de vie

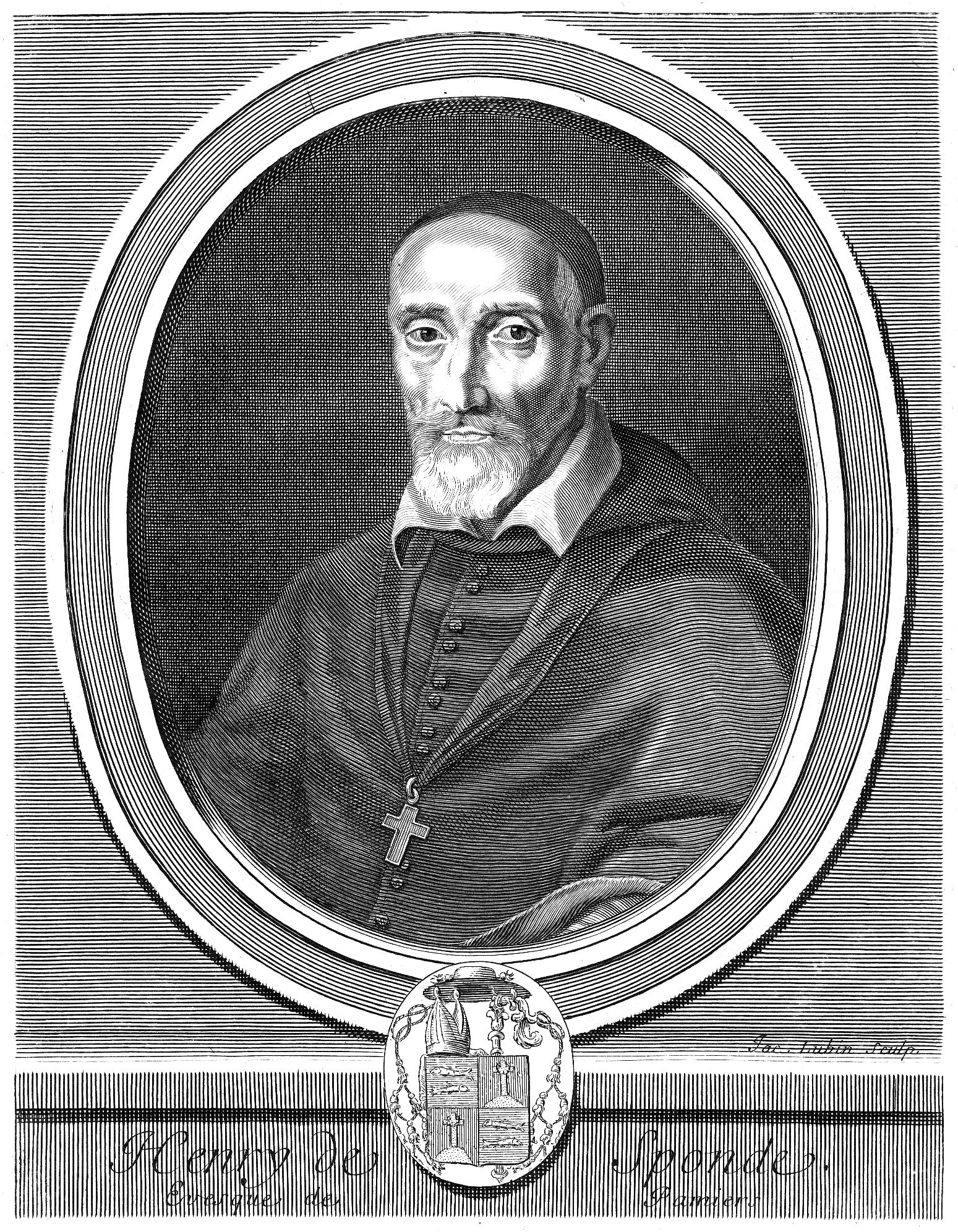
Henri de Sponde, gravure par Jacques Lubin (XVIIIe siècle).

Fatigué, Henri de Sponde réclame la venue de son neveu, alors clerc du diocèse de Saintes. Le 20 février 1634, afin de permettre à ce neveu (prénommé Jean) de devenir coadjuteur de l'évêque de Pamiers, et d'être fait évêque in partibus de Mégare (de). Grâce à cette aide, Henri de Sponde peut consacrer plus de temps à ses travaux d'érudit. Il réside alors à Montgauzy, près de Foix. Puis, à cause de sa santé toujours plus vacillante, l'évêque de Pamiers quitte les Pyrénées en septembre 1637 et s'installe à Paris, chez Pierre Frizon, son ami de longue date qu'il avait rencontré à Rome. Pierre Frizon l'aide à finaliser ses travaux et à les publier. Ainsi, il réalise la publication complète de ses annales qui résument celles de Tornelli et de Baronius. De plus, il les complète en englobant dans un même ouvrage toute l'histoire sacrée et ecclésiastique depuis les origines jusqu'à son temps.
Afin de renforcer l'autorité de son neveu à Pamiers, il demande sa démission qui est agréée par le pape le 25 février 1641. Ainsi, il abandonne son titre à son neveu. Dès lors, Henri de Sponde songe à retourner à Rome pour y finir ses jours. Mais il change d'avis lorsque le cardinal de Richelieu lui fait comprendre qu'il compte l'employer auprès du pape Urbain VIII. Désireux de terminer ses jours en paix, il part à Toulouse où il loge à partir de juillet 1642, chez Durand de Besga, banquier et expéditionnaire en cour de Rome.

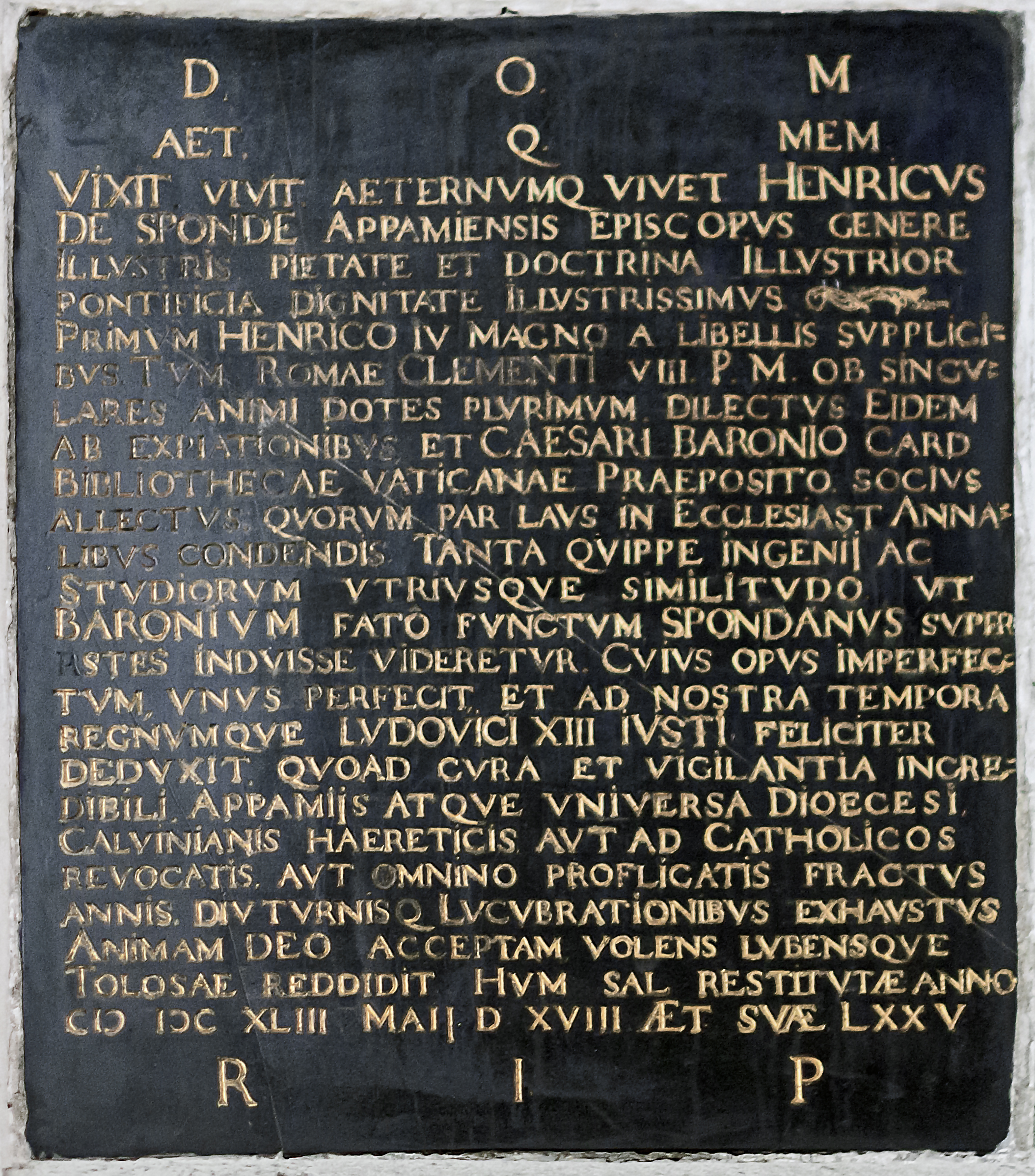
Plaque funéraire de Henri de Sponde

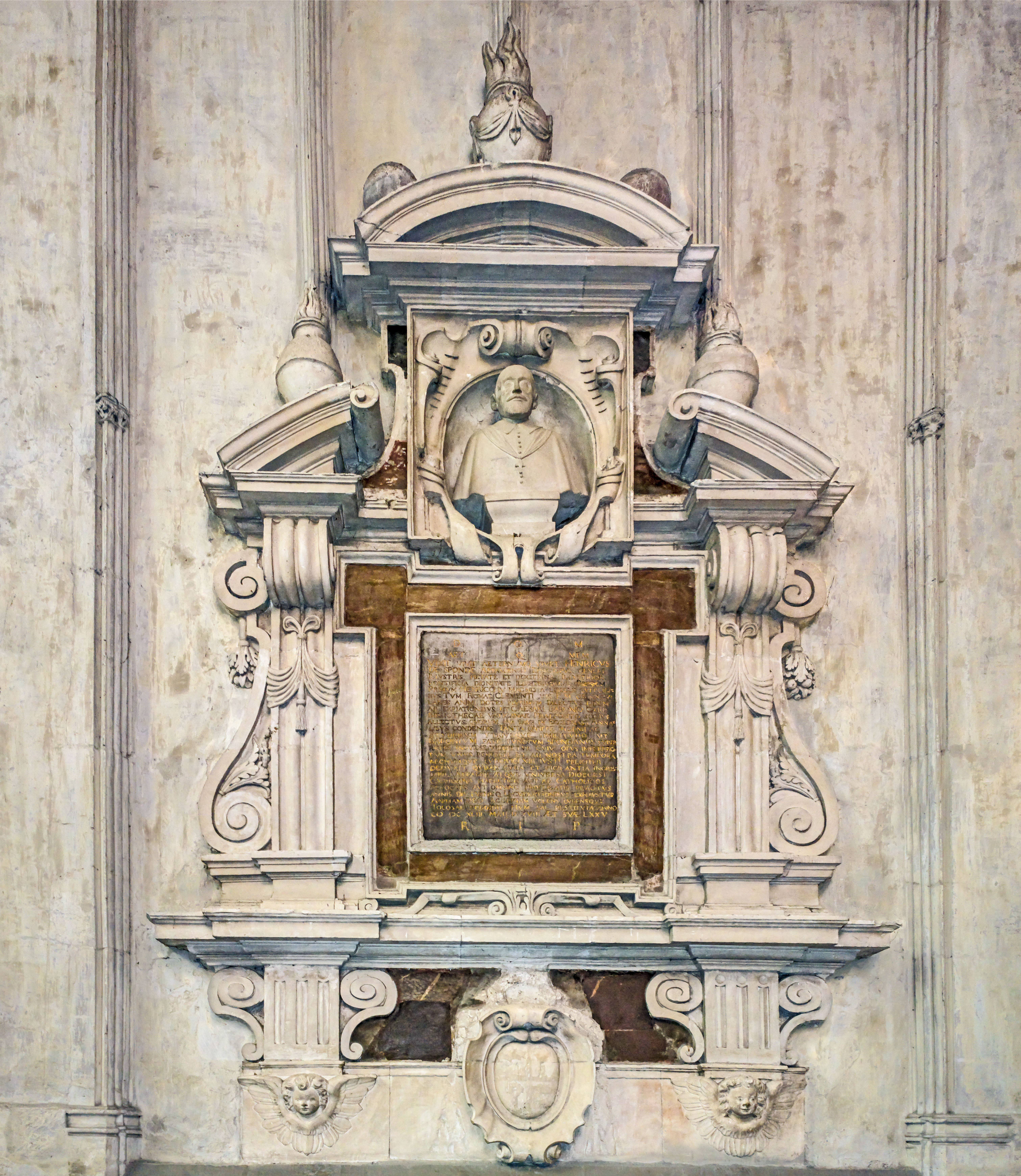
Enfeu de Henri de Sponde à la cathédrale de Toulouse.

Il n'eut pas le loisir de profiter de sa retraite puisque le 31 mars 1643, son neveu Jean de Sponde décède. Le roi l'oblige alors à suivre les affaires de son ancien évêché. Moins de deux mois plus tard, le 18 mai 1643 à neuf heures du soir, il décède à Toulouse, où il est enterré dans la cathédrale. On peut y voir son enfeu, à environ deux mètres du sol et environ deux mètres de hauteur, dans le déambulatoire derrière le retable principal du chœur gothique.
Il laisse une bibliothèque de plus de 3 000 volumes qu'il lègue au couvent des Pères minimes à Toulouse.

## Œuvres
- Les cimitieres sacrez, Bordeaux, Simon Millanges, 1598 (lire en ligne).
- Défense de la Déclaration du feu sieur de Sponde. Par Henry de Sponde son frère, conseiller et maistre des requestes du Roy en Navarre, converty à l'Eglise catholique. Contre les cavillations des ministres Bonnet et Sonis, Bordeaux, Simon Millanges, 1597, 332 p. (lire en ligne).
- Annales ecclesiastici Cæsaris Baronii in Epitomen redacti, Paris, 1612.
- Annales sacri a mundi creatione ad ejusdem redemptionem, Paris, 1637.
- Annalium Baronii continuatio ab a. 1197 quo is desinit ad a. 1622, Paris, 1639. Tome 1 en ligne, édition de 1675. Tome 2 en ligne, édition de 1678.